# 渡辺豊綱
渡辺 豊綱（わたなべ とよつな）は、江戸時代中期の紀州藩士。渡辺主水家2代当主。

## 略歴
元禄6年（1693年）、渡辺恭綱の子として誕生した。
正徳4年（1714年）父の隠居により家督と知行2000石を相続し、年寄列に加えられる。享保2年（1717年）、紀州藩6代藩主・徳川宗直より、年々金300両を拝領する。同年京への使者を務め、500両を拝領する。享保4年（1719年）月番加判を命じられる。享保11年（1726年）、従五位下・周防守に叙任し、1000石の加増を受ける。
享保15年（1730年）2月2日死去。享年38。嫡男・松之助（親綱）は幼かったため、家督は弟の則綱が相続し、松之助はその養子となる。